# Judeotripolitanski arapski
Judeotripolitanski arapski (yudi, tripolitanski judeoarapski, tripolita’it; ISO 639-3: yud), jedan od pet judeoarapskog makrojezika [jrb], kojim govori oko 30 000 ljudi (1994 H. Mutzafi) u Izraelu, i znatan dio u Italiji; ukupno 35 000 govornika. Donekle je razumljiv judeotuniskom arapskom. Većina govori i hebrejskim [heb]; pismo hebrejsko.
Judeotripolitanski se izvorno govorio u Libiji

## Vanjske poveznice
- Ethnologue (14th)
- Ethnologue (15th)